# Koinopsyche
Die Koinopsyche ist ein von Karl Kleist geprägter Begriff welcher, im Gegensatz zu Autopsyche, die Herdenseele darstellt.
Die Idee der Koinopsyche entspringt Carl Gustav Jungs kollektivem Unbewussten und umfasst die Schicht der kollektiven Artreflexe. Sie kann auch unter dem Blickwinkel von Tabus, Archetypen, angeborene Auslösemechanismen, Familien- und Sippensolidarität, zwischenmenschliche Beziehungen oder „Kumpan“-Sympathie betrachtet werden. Weitere Aspekte der Koinopsyche sind in William McDougalls Massenpsychosen und Henri Lévy-Bruhls participation mystique zu finden.